# Thornbury (Herefordshire)
Pour les articles homonymes, voir Thornbury.
Thornbury est une paroisse civile et un village du Herefordshire, en Angleterre.